# Saoedi-Arabië op het wereldkampioenschap voetbal 2018
Saoedi-Arabië was een van de deelnemende landen aan het wereldkampioenschap voetbal 2018 in Rusland. Het was de vijfde deelname voor het land. Saoedi-Arabië werd uitgeschakeld in de groepsfase.

## Kwalificatie

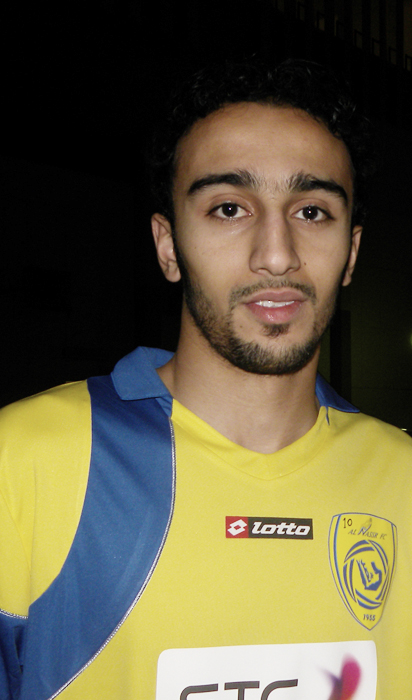
Mohammad Al-Sahlawi scoorde 16 keer in de kwalificatiecampagne.

Op basis van de FIFA-wereldranglijst van januari 2015 werd bepaald dat Saoedi-Arabië in de tweede ronde van de Aziatische WK-kwalificatiecampagne van start mocht gaan. In die tweede ronde werd het land in groep A ingedeeld, samen met de Verenigde Arabische Emiraten, Palestina, Maleisië en Oost-Timor.
Onder leiding van bondscoach Faisal Al Baden begon het land met een nipte zege tegen Palestina (3–2) aan de tweede ronde. Eind augustus 2015 werd Bert van Marwijk aangesteld als nieuwe bondscoach. In zijn eerste kwalificatieduel leidde hij Saoedi-Arabië naar een klinkende thuiszege tegen Oost-Timor (7–0). Vijf dagen later volgde een verplaatsing naar Maleisië. Het thuisland kwam 1–0 voor, maar dankzij doelpunten van Taisir Al-Jassim en Mohammad Al-Sahlawi zette het team van Van Marwijk de achterstand in enkele minuten tijd om in een voorsprong. Nadien werd het publiek onrustig en werden er vuurpijlen afgeschoten richting de spelers. De scheidsrechter staakte de wedstrijd, waardoor Saoedi-Arabië als winnaar werd aangeduid en een forfaitscore (0–3) kreeg toegewezen.
Op 8 oktober 2015 boekte Saoedi-Arabië een belangrijke zege door met 2–1 te winnen van de Verenigde Arabische Emiraten. Al-Sahlawi scoorde beide doelpunten voor de Saoedi's. Na een scoreloos gelijkspel tegen Palestina sloot Saoedi-Arabië 2015 af met een monsterscore tegen Oost-Timor. Het werd 0–10 na onder meer vijf goals van topscorer Al-Sahlawi. Op 29 maart 2016 verzekerde het land zich van een plaats in de volgende ronde door een gelijkspel tegen de Verenigde Arabische Emiraten, de eerste achtervolger in de groep.
In de derde ronde belandde Saoedi-Arabië opnieuw in de groep van de Verenigde Arabische Emiraten. Beide landen moesten het verder opnemen tegen Japan, Australië, Irak en Thailand. Hoewel Japan op de eerste speeldag met 1–2 verloor van de Verenigde Arabische Emiraten nam het al snel de leiding in de groep. Daaronder streed Saoedi-Arabië met Australië en de Verenigde Arabische Emiraten om de tweede plaats. Op 8 juni 2017 verloren de Saoedi's met 3–2 van Australië, waardoor de twee landen op een gedeelde tweede plaats terechtkwamen. In augustus 2017 deed het team van Van Marwijk een slechte zaak door met 1–2 te verliezen van de Verenigde Arabische Emiraten, maar doordat Australië twee dagen later zelf verloor van Japan, bleven Saoedi-Arabië en Australië de tweede plaats delen. Op de slotspeeldag klaarde Saoedi-Arabië de klus door met 1–0 te winnen van groepswinnaar Japan. Invaller Fahad Al-Muwallad maakte het beslissende doelpunt. Door de zege eindigde zowel Saoedi-Arabië als Australië met negentien punten, maar omdat Saoedi-Arabië  over een beter doelpuntensaldo beschikte, mocht het voor het eerst sinds 2006 naar het WK.
Tien dagen na de kwalificatie zette de Saoedi-Arabische voetbalbond de samenwerking met Van Marwijk stop. De Argentijn Edgardo Bauza werd vervolgens benoemd als bondscoach, maar twee maanden later werd ook hij aan de deur gezet. De Saoedi-Arabische voetbalbond probeerde vervolgens Van Marwijk terug te halen, maar die ging niet op het aanbod in. Eind november 2017 werd met Juan Antonio Pizzi opnieuw een Argentijn aangesteld als bondscoach.

### Kwalificatieduels

#### Tweede ronde
| 11 juni 2015     | Saoedi-Arabië | 3 – 2  | Palestina     |
| 3 september 2015 | Saoedi-Arabië | 7 – 0  | Oost-Timor    |
| 8 september 2015 | Maleisië      | 0 – 3  | Saoedi-Arabië |
| 8 oktober 2015   | Saoedi-Arabië | 2 – 1  | V.A.E.        |
| 9 november 2015  | Palestina     | 0 – 0  | Saoedi-Arabië |
| 17 november 2015 | Oost-Timor    | 0 – 10 | Saoedi-Arabië |
| 24 maart 2016    | Saoedi-Arabië | 2 – 0  | Maleisië      |
| 29 maart 2016    | V.A.E.        | 1 – 1  | Saoedi-Arabië |

#### Eindstand groep A
| Pos. | Land          | GW | W | G | V | DV | DT | DS  | Ptn |
| ---- | ------------- | -- | - | - | - | -- | -- | --- | --- |
| 1    | Saoedi-Arabië | 8  | 6 | 2 | 0 | 28 | 4  | +24 | 20  |
| 2    | V.A.E.        | 8  | 5 | 2 | 1 | 25 | 4  | +21 | 17  |
| 3    | Palestina     | 8  | 3 | 3 | 2 | 22 | 6  | +16 | 12  |
| 4    | Maleisië      | 8  | 1 | 1 | 6 | 3  | 30 | –27 | 4   |
| 5    | Oost-Timor    | 8  | 0 | 2 | 6 | 2  | 36 | –34 | 2   |

#### Derde ronde
| 1 september 2016 | Saoedi-Arabië | 1 – 0 | Thailand                     |
| 6 september 2016 | Irak          | 1 – 2 | Saoedi-Arabië                |
| 6 oktober 2016   | Saoedi-Arabië | 2 – 2 | Australië                    |
| 11 oktober 2016  | Saoedi-Arabië | 3 – 0 | Verenigde Arabische Emiraten |
| 15 november 2016 | Japan         | 2 – 1 | Saoedi-Arabië                |
| 23 maart 2017    | Thailand      | 0 – 3 | Saoedi-Arabië                |
| 28 maart 2017    | Saoedi-Arabië | 1 – 0 | Irak                         |
| 8 juni 2017      | Australië     | 3 – 2 | Saoedi-Arabië                |
| 29 augustus 2017 | V.A.E.        | 2 – 1 | Saoedi-Arabië                |
| 5 september 2017 | Saoedi-Arabië | 1 – 0 | Japan                        |

#### Eindstand groep B
| Pos. | Land          | GW | W | G | V | DV | DT | DS  | Ptn |
| ---- | ------------- | -- | - | - | - | -- | -- | --- | --- |
| 1    | Japan         | 10 | 6 | 2 | 2 | 17 | 7  | +10 | 20  |
| 2    | Saoedi-Arabië | 10 | 6 | 1 | 3 | 17 | 10 | +7  | 19  |
| 3    | Australië     | 10 | 5 | 4 | 1 | 16 | 11 | +5  | 19  |
| 4    | V.A.E.        | 10 | 4 | 1 | 5 | 10 | 13 | –3  | 13  |
| 5    | Irak          | 10 | 3 | 2 | 5 | 11 | 12 | −1  | 11  |
| 6    | Thailand      | 10 | 0 | 2 | 8 | 6  | 24 | –18 | 2   |

## WK-voorbereiding

### Wedstrijden
|                                                  |         |                            |               |                                                      |
| 7 november 2017 «onderlinge duels» 20:00 (UTC+1) | Letland | 0 – 2                      | Saoedi-Arabië | Estádio Nacional, Oeiras Scheidsrechter: Hugo Miguel |
| 7 november 2017 «onderlinge duels» 20:00 (UTC+1) |         | 38' Al-Zaqaan 44' Fallatah |               | Estádio Nacional, Oeiras Scheidsrechter: Hugo Miguel |

|                                                   |                                         |       |               |                                                                                  |
| 10 november 2017 «onderlinge duels» 21:45 (UTC+1) | Portugal                                | 3 – 0 | Saoedi-Arabië | Estádio do Fontelo, Viseu Toeschouwers: 6.800 Scheidsrechter: Sebastian Colțescu |
| 10 november 2017 «onderlinge duels» 21:45 (UTC+1) | Fernandes 32' Guedes 52' João Mário 90' |       |               | Estádio do Fontelo, Viseu Toeschouwers: 6.800 Scheidsrechter: Sebastian Colțescu |

|                                                   |              |       |               |                                                                                          |
| 13 november 2017 «onderlinge duels» 18:00 (UTC+1) | Bulgarije    | 1 – 0 | Saoedi-Arabië | Estádio do Restelo, Lissabon (Portugal) Toeschouwers: 80 Scheidsrechter: Fábio Veríssimo |
| 13 november 2017 «onderlinge duels» 18:00 (UTC+1) | I. Popov 81' |       |               | Estádio do Restelo, Lissabon (Portugal) Toeschouwers: 80 Scheidsrechter: Fábio Veríssimo |

|                                                   |                                          |       |          |                                                                                  |
| 26 februari 2018 «onderlinge duels» 20:30 (UTC+3) | Saoedi-Arabië                            | 3 – 0 | Moldavië | Koning Abdoellah Sportstad, Djedda Toeschouwers: 6.914 Scheidsrechter: Paweł Gil |
| 26 februari 2018 «onderlinge duels» 20:30 (UTC+3) | Om. Hawsawi 10' Al-Jassim 57' Assiri 88' |       |          | Koning Abdoellah Sportstad, Djedda Toeschouwers: 6.914 Scheidsrechter: Paweł Gil |

|                                                   |                                              |       |               |                                                                                |
| 28 februari 2018 «onderlinge duels» 19:00 (UTC+3) | Irak                                         | 4 – 1 | Saoedi-Arabië | Basra Sports City, Basra Toeschouwers: 65.000 Scheidsrechter: Ammar Al-Jeneibi |
| 28 februari 2018 «onderlinge duels» 19:00 (UTC+3) | Al-Robeai 21' (e.d.) Mohsin 47' Ali 51', 73' |       | 57' Fallatah  | Basra Sports City, Basra Toeschouwers: 65.000 Scheidsrechter: Ammar Al-Jeneibi |

|                                                |                |       |             |                                                                               |
| 23 maart 2018 «onderlinge duels» 20:00 (UTC+1) | Saoedi-Arabië  | 1 – 1 | Oekraïne    | Estadio Municipal, Marbella (Spanje) Scheidsrechter: Alberto Undiano Mallenco |
| 23 maart 2018 «onderlinge duels» 20:00 (UTC+1) | Al-Mowalad 38' |       | 32' Kravets | Estadio Municipal, Marbella (Spanje) Scheidsrechter: Alberto Undiano Mallenco |

|                                                |                                                |       |               |                                                                                 |
| 27 maart 2018 «onderlinge duels» 20:45 (UTC+2) | België                                         | 4 – 0 | Saoedi-Arabië | Koning Boudewijnstadion, Brussel Toeschouwers: 22.578 Scheidsrechter: Matej Jug |
| 27 maart 2018 «onderlinge duels» 20:45 (UTC+2) | R. Lukaku 13', 39' Batshuayi 77' De Bruyne 78' |       |               | Koning Boudewijnstadion, Brussel Toeschouwers: 22.578 Scheidsrechter: Matej Jug |

|                                             |                            |       |          |                                                                                  |
| 9 mei 2018 «onderlinge duels» 20:30 (UTC+2) | Saoedi-Arabië              | 2 – 0 | Algerije | Estadio Ramón de Carranza, Cádiz Toeschouwers: 175 Scheidsrechter: Juan Martínez |
| 9 mei 2018 «onderlinge duels» 20:30 (UTC+2) | Al-Faraj 24' Al-Shehri 81' |       |          | Estadio Ramón de Carranza, Cádiz Toeschouwers: 175 Scheidsrechter: Juan Martínez |

|                                              |                         |       |             |                                                                               |
| 15 mei 2018 «onderlinge duels» 19:30 (UTC+2) | Saoedi-Arabië           | 2 – 0 | Griekenland | Olympisch Stadion, Sevilla Toeschouwers: 100 Scheidsrechter: Carlos del Cerro |
| 15 mei 2018 «onderlinge duels» 19:30 (UTC+2) | Al-Dawsari 19' Kanu 79' |       |             | Olympisch Stadion, Sevilla Toeschouwers: 100 Scheidsrechter: Carlos del Cerro |

|                                              |                           |       |               |                                                                                           |
| 28 mei 2018 «onderlinge duels» 20:45 (UTC+2) | Italië                    | 2 – 1 | Saoedi-Arabië | Kybunpark, Sankt Gallen (Zwitserland) Toeschouwers: 10.100 Scheidsrechter: Sandro Schärer |
| 28 mei 2018 «onderlinge duels» 20:45 (UTC+2) | Balotelli 21' Belotti 69' |       | 72' Al-Shehri | Kybunpark, Sankt Gallen (Zwitserland) Toeschouwers: 10.100 Scheidsrechter: Sandro Schärer |

|                                              |               |                                |      |                                                                                       |
| 3 juni 2018 «onderlinge duels» 20:00 (UTC+2) | Saoedi-Arabië | 0 – 3                          | Peru | Kybunpark, Sankt Gallen (Zwitserland) Toeschouwers: 18.053 Scheidsrechter: Fedayi San |
| 3 juni 2018 «onderlinge duels» 20:00 (UTC+2) |               | 20' Carrillo 41', 64' Guerrero |      | Kybunpark, Sankt Gallen (Zwitserland) Toeschouwers: 18.053 Scheidsrechter: Fedayi San |

|                                              |                                  |       |               |                                                                         |
| 8 juni 2018 «onderlinge duels» 19:30 (UTC+2) | Duitsland                        | 2 – 1 | Saoedi-Arabië | BayArena, Leverkusen Toeschouwers: 30.210 Scheidsrechter: Slavko Vinčić |
| 8 juni 2018 «onderlinge duels» 19:30 (UTC+2) | Werner 8' Om. Hawsawi 43' (e.d.) |       | 84' Al-Jassim | BayArena, Leverkusen Toeschouwers: 30.210 Scheidsrechter: Slavko Vinčić |

## Het wereldkampioenschap
Op 1 december 2017 werd er geloot voor de groepsfase van het wereldkampioenschap voetbal 2018. Saoedi-Arabië werd samen met gastland Rusland, Uruguay en Egypte ondergebracht in groep A, en kreeg daardoor Moskou, Rostov aan de Don en Wolgograd als speelsteden. Op 14 juni 2018 speelden de Saoedi's tegen Rusland de openingswedstrijd van het WK.
Saoedi-Arabië verloor de openingswedstrijd met 5-0. Ook de wedstrijd tegen Uruguay werd verloren zodat Saoedi-Arabië al na twee speeldagen was uitgeschakeld. In de derde groepswedstrijd kon het dankzij een doelpunt in blessuretijd van Al-Dawsari alsnog een wedstrijd winnend afsluiten.

### Selectie en statistieken
| Nr. | Naam                  | Geboortedatum | GW |   |   |   |   |   |   | Club          | Positie(s) |
| --- | --------------------- | ------------- | -- | - | - | - | - | - | - | ------------- | ---------- |
| 1   | Abdullah Al-Mayouf    | 23-01-1987    | 1  | 0 | 0 | 0 | 0 | 0 | 0 | Al-Hilal      | DM         |
| 2   | Mansour Al-Harbi      | 19-10-1987    | 0  | 0 | 0 | 0 | 0 | 0 | 0 | Al-Ahli       | VD         |
| 3   | Osama Hawsawi         | 31-03-1984    | 3  | 0 | 0 | 0 | 0 | 0 | 0 | Al-Hilal      | VD         |
| 4   | Ali Al-Bulayhi        | 21-11-1989    | 1  | 0 | 0 | 0 | 0 | 0 | 0 | Al-Hilal      | VD         |
| 5   | Omar Othman           | 27-09-1985    | 1  | 0 | 0 | 0 | 0 | 0 | 0 | Al-Nassr      | VD         |
| 6   | Mohammed Al-Burayk    | 15-09-1992    | 3  | 0 | 0 | 0 | 0 | 0 | 0 | Al-Hilal      | VD         |
| 7   | Salman Al-Faraj       | 01-08-1989    | 3  | 1 | 0 | 0 | 0 | 0 | 0 | Al-Hilal      | MV         |
| 8   | Yahia Al-Shehri       | 26-06-1990    | 2  | 0 | 0 | 0 | 0 | 1 | 1 | Leganés       | MV         |
| 9   | Hatan Bahbir          | 16-07-1992    | 3  | 0 | 0 | 0 | 0 | 1 | 2 | Al Shabab     | MV         |
| 10  | Mohammad Al-Sahlawi   | 10-01-1987    | 2  | 0 | 0 | 0 | 0 | 1 | 1 | Al-Nassr      | AV         |
| 11  | Abdulmalek Al-Khaibri | 13-03-1986    | 0  | 0 | 0 | 0 | 0 | 0 | 0 | Al-Hilal      | MV         |
| 12  | Mohamed Kanno         | 22-09-1994    | 1  | 0 | 0 | 0 | 0 | 1 | 0 | Al-Hilal      | MV         |
| 13  | Yasir Al-Shahrani     | 25-05-1992    | 3  | 0 | 0 | 0 | 0 | 0 | 0 | Al-Hilal      | VD         |
| 14  | Abdullah Otayf        | 03-08-1992    | 3  | 0 | 0 | 0 | 0 | 0 | 1 | Al-Hilal      | MV         |
| 15  | Abdullah Al-Khaibari  | 16-08-1996    | 0  | 0 | 0 | 0 | 0 | 0 | 0 | Al Shabab     | MV         |
| 16  | Hussain Al-Moqahwi    | 24-03-1988    | 2  | 0 | 0 | 0 | 0 | 1 | 0 | Al-Ahli       | MV         |
| 17  | Taiseer Al-Jassam     | 25-07-1984    | 2  | 0 | 1 | 0 | 0 | 0 | 1 | Al-Ahli       | MV         |
| 18  | Salem Al-Dawsari      | 19-08-1991    | 3  | 1 | 0 | 0 | 0 | 0 | 0 | Villarreal CF | MV         |
| 19  | Fahad Al-Muwallad     | 14-09-1994    | 3  | 0 | 0 | 0 | 0 | 1 | 2 | Levante UD    | AV         |
| 20  | Muhannad Asiri        | 14-10-1986    | 2  | 0 | 0 | 0 | 0 | 2 | 0 | Al-Ahli       | AV         |
| 21  | Yasser Al-Mosailem    | 27-02-1984    | 1  | 0 | 0 | 0 | 0 | 0 | 0 | Al-Ahli       | DM         |
| 22  | Mohammed Al-Owais     | 10-10-1991    | 1  | 0 | 0 | 0 | 0 | 0 | 0 | Al-Ahli       | DM         |
| 23  | Motaz Hawsawi         | 17-02-1992    | 1  | 0 | 0 | 0 | 0 | 0 | 0 | Al-Ahli       | VD         |

### Wedstrijden

#### Groepsfase
| Pos. | Land          | GW | W | G | V | DV | DT | +/− | Ptn. |
| ---- | ------------- | -- | - | - | - | -- | -- | --- | ---- |
| 1    | Uruguay       | 3  | 3 | 0 | 0 | 5  | 0  | +5  | 9    |
| 2    | Rusland       | 3  | 2 | 0 | 1 | 8  | 4  | +4  | 6    |
| 3    | Saoedi-Arabië | 3  | 1 | 0 | 2 | 2  | 7  | −5  | 3    |
| 4    | Egypte        | 3  | 0 | 0 | 3 | 2  | 6  | −4  | 0    |

|                                               |                                                              |                  |               |                                                                                        |
| 14 juni 2018 «onderlinge duels» 18:00 (UTC+3) | Rusland                                                      | 5 – 0            | Saoedi-Arabië | Olympisch Stadion Loezjniki, Moskou Toeschouwers: 78.011 Scheidsrechter: Néstor Pitana |
| 14 juni 2018 «onderlinge duels» 18:00 (UTC+3) | Gazinski 12' Tsjerysjev 43', 90+1' Dzjoeba 71' Golovin 90+4' | wedstrijdverslag |               | Olympisch Stadion Loezjniki, Moskou Toeschouwers: 78.011 Scheidsrechter: Néstor Pitana |

|                                               |            |       |               |                                                                                     |
| 20 juni 2018 «onderlinge duels» 18:00 (UTC+3) | Uruguay    | 1 – 0 | Saoedi-Arabië | Rostov Arena, Rostov aan de Don Toeschouwers: 42.678 Scheidsrechter: Clément Turpin |
| 20 juni 2018 «onderlinge duels» 18:00 (UTC+3) | Suárez 23' |       |               | Rostov Arena, Rostov aan de Don Toeschouwers: 42.678 Scheidsrechter: Clément Turpin |

|                                               |                                        |       |           |                                                                               |
| 25 juni 2018 «onderlinge duels» 17:00 (UTC+3) | Saoedi-Arabië                          | 2 – 1 | Egypte    | Volgograd Arena, Wolgograd Toeschouwers: 36.823 Scheidsrechter: Wilmar Roldán |
| 25 juni 2018 «onderlinge duels» 17:00 (UTC+3) | Al-Faraj 45+6' (pen.) Al-Dawsari 90+4' |       | 22' Salah | Volgograd Arena, Wolgograd Toeschouwers: 36.823 Scheidsrechter: Wilmar Roldán |

SAFF · A-internationals · Selecties · Bondscoaches · Statistieken · Saoedi-Arabisch vrouwenelftal · Saoedi-Arabië U21 · Saoedi-Arabië U20 · Saoedi-Arabië U19 · Saoedi-Arabië U18 · Saoedi-Arabië U17
1950 – 1959 · 
1960 – 1969 · 
1970 – 1979 · 
1980 – 1989 · 
1990 – 1999 · 
2000 – 2009 · 
2010 – 2019 ·
2020 − 2029
WK 1994 · 
WK 1998 · 
WK 2002 · 
WK 2006 · 
WK 2018
OS 1984 · 
OS 1996 · 
OS 2020
1957 · 
1958 · 1959 · 1960 · 
1961 · 
1962 · 
1963 · 
1964 · 1965 · 1966 · 
1967 · 
1968 · 
1969 · 
1970 · 
1971 · 
1972 · 
1973 · 
1974 · 
1975 · 
1976 · 
1977 · 
1978 · 
1979 · 
1980 · 
1981 · 
1982 · 
1983 · 
1984 · 
1985 · 
1986 · 
1987 · 
1988 · 
1989 · 
1990 · 
1991 · 
1992 · 
1993 · 
1994 · 
1995 · 
1996 · 
1997 · 
1998 · 
1999 · 
2000 · 
2001 · 
2002 · 
2003 · 
2004 · 
2005 · 
2006 · 
2007 · 
2008 · 
2009 · 
2010 · 
2011 · 
2012 · 
2013 ·
2014 ·
2015 ·
2016 ·
2017 ·
2018 ·
2019 ·
2020 ·
2021 ·
2022 ·
2023
Afghanistan · 
Albanië ·
Algerije · 
Angola · 
Argentinië · 
Australië · 
Azerbeidzjan · 
Bahrein · 
Bangladesh · 
België · 
Bhutan · 
Bolivia · 
Brazilië · 
Bulgarije · 
Cambodja ·
Canada · 
Chili · 
China · 
Colombia ·
Congo-Brazzaville · 
Congo-Kinshasa · 
Costa Rica · 
Cyprus · 
Denemarken · 
Duitsland · 
Ecuador ·
Egypte · 
Engeland · 
Equatoriaal-Guinea ·
Estland · 
Finland · 
Frankrijk · 
Gabon · 
Gambia ·
Georgië · 
Ghana · 
Griekenland ·
Honduras · 
Hongarije · 
Hongkong · 
Ierland · 
IJsland · 
India · 
Indonesië · 
Irak · 
Iran · 
Italië ·
Jamaica · 
Japan · 
Jemen · 
Jordanië · 
Kameroen · 
Kazachstan · 
Kirgizië · 
Koeweit · 
Kroatië ·
Laos ·
Letland ·
Libanon · 
Libië · 
Liechtenstein · 
Litouwen ·
Luxemburg · 
Macau ·  
Maleisië · 
Mali · 
Marokko · 
Mauritanië · 
Mexico · 
Moldavië ·
Mongolië · 
Namibië · 
Nederland · 
Nepal · 
Nieuw-Zeeland · 
Nigeria · 
Noord-Korea ·
Noord-Macedonië ·
Noorwegen ·
Oeganda · 
Oekraïne · 
Oezbekistan · 
Oman · 
Oost-Timor ·
Pakistan ·
Palestina · 
Panama ·
Paraguay · 
Peru ·
Polen · 
Portugal · 
Qatar · 
Rusland · 
Schotland · 
Senegal · 
Singapore · 
Slovenië · 
Slowakije · 
Soedan · 
Spanje · 
Sri Lanka · 
Syrië · 
Tadzjikistan · 
Taiwan · 
Tanzania · 
Thailand · 
Togo · 
Trinidad en Tobago · 
Tsjechië · 
Tunesië · 
Turkije · 
Turkmenistan · 
Uruguay · 
Venezuela · 
Verenigde Arabische Emiraten · 
Verenigde Staten · 
Vietnam · 
Wales · 
Wit-Rusland · 
Zambia ·
Zimbabwe ·
Zuid-Afrika · 
Zuid-Jemen · 
Zuid-Korea · 
Zweden
Argentinië (1992) · 
Argentinië (2022) · 
Egypte (2018) · 
Oekraïne (2006) · 
Rusland (2018) ·
Spanje (2006) ·
Tunesië (2006) ·
Uruguay (2018)